# Zhelang, Guangdong
Zhelang (kinesiska: 遮浪) är ett stadsdelsdistrikt i sydöstra Kina. Det ligger i stadsdistriktet Chengqu i staden Shanwei i provinsen Guangdong, omkring 240 kilometer öster om provinshuvudstaden Guangzhou. Antalet invånare är 23 890. Befolkningen består av 11 758 kvinnor och 12 132 män. Barn under 15 år utgör 23,0 %, vuxna 15-64 år 68 %, och äldre över 65 år 7,0 %.